# Луїс Мендоса (венесуельський футболіст)
Луїс Альфредо Мендоса Бенедетто (ісп. Luis Alfredo Mendoza Benedetto; 21 червня 1945, Каракас — 29 квітня 2024) — венесуельський футболіст, що грав на позиції півзахисника. Відомий за виступами в низці венесуельських клубів, та у складі національної збірної Венесуели, у складі якої брав участь у трьох Кубках Америки. Після завершення виступів на футбольних полях — венесуельський футбольний тренер.

## Клубна кар'єра
Луїс Мендоса розпочав виступи в дорослому футболі в 1963 році в складі команди «Депортіво Італія». У 1970—1971 роках він грав у складі команди «Депортіво Галісія», а в 1971—1973 роках у складі клубу «Естудіантес де Меріда». На початку 1974 року футболіст перейшов до складу клубу «Португеса», проте на початку 1976 року повернувся до складу клубу «Депортіво Галісія», в якому й завершив виступи на футбольних полях у 1980 році.

## Виступи за збірну
У 1967 році Луїс Мендоса дебютував у складі національної збірної Венесуели. У цьому ж році в складі збірної брав участь у чемпіонаті Південної Америки 1967 року. У 1975 році футболіст брав участь у Кубку Америки 1975 року, а в 1979 році втретє зіграв на Кубку Америки 1979 року, після чого до збірної не залучався. Загалом зіграв у складі збірної 15 матчів, у яких відзначився 1 забитим м'ячем.

## Після завершення виступів
після завершення виступів на футбольних полях Луїс Мендоса у 1982 році працював головним тренером клубу «Мінерос де Гуаяна». Помер колишній футболіст 29 квітня 2024 року.